# Villa O'Higgins
Pour les articles homonymes, voir O'Higgins.
Villa O'Higgins est une commune du Chili situé au sud du pays et faisant partie de la province de Capitán Prat, elle-même rattachée à la région Aisén.

## Terminus de laCarretera Austral
Villa O'Higgins constitue le terminus de la Carretera Austral seul axe routier reliant le reste du Chili au sud du pays. Il est possible de passer en Argentine en prenant le bateau sur le lac O'Higgins puis partir pour un trek. Le bateau est saisonnier. On rejoint alors El Chaltén, via le lac del Desierto. Il est aussi possible de se rendre à El Chaltén par le río Mayer. El Bello est le poste frontière du côté argentin.